# Larry Hillman
Lawrence Morley „Larry“ Hillman (* 5. Februar 1937 in Kirkland Lake, Ontario; † 3. Juni 2022 in Sudbury, Ontario) war ein kanadischer Eishockeyspieler, -trainer und -funktionär, der im Verlauf seiner aktiven Karriere zwischen 1952 und 1976 unter anderem 865 Spiele für die Detroit Red Wings, Boston Bruins, Toronto Maple Leafs, Minnesota North Stars, Canadiens de Montréal, Philadelphia Flyers, Los Angeles Kings und Buffalo Sabres in der National Hockey League sowie 209 weitere für die Cleveland Crusaders und Winnipeg Jets in der World Hockey Association auf der Position des Verteidigers bestritten hat. Hillman gehört zu den wenigen Spielern, die sowohl den Stanley Cup der NHL als auch die Avco World Trophy der WHA und den Calder Cup der American Hockey League in ihrer Karriere gewannen. Nach seinem Karriereende war er kurzzeitig als Trainer und General Manager in der WHA für die Winnipeg Jets und Calgary Cowboys tätig.

## Karriere
Larry Hillman begann seine Karriere als Eishockeyspieler in der Ontario Hockey Association, in der er von 1952 bis 1955 für die Windsor Spitfires und die Hamilton Tiger Cubs aktiv war. Noch während der Saison 1954/55 gab er für die Detroit Red Wings sein Debüt in der National Hockey League, für die er in sechs Spielen der regulären Saison, sowie drei Playoff-Partien auflief und mit denen er auf Anhieb den prestigeträchtigen Stanley Cup gewann. Mit einem Alter von 18 Jahren und 68 Tagen ist er der jüngste Stanley-Cup-Gewinner in der Geschichte der NHL. Auch in der folgenden Spielzeit zog der Verteidiger mit seiner Mannschaft in das Stanley-Cup-Finale ein, wo man jedoch den Canadiens de Montréal unterlag. Nachdem er in der Saison 1956/57 hauptsächlich für Detroits Farmteam, die Edmonton Flyers aus der Western Hockey League auflief, verließ er den die Mannschaft aus Michigan und schloss sich deren Ligarivalen Boston Bruins an, für die er die folgenden drei Spielzeiten in der NHL verbrachte und mit denen er in der Saison 1957/58 erneut im Stanley-Cup-Finale an Montréal scheiterte.
Im Sommer 1960 wurde Hillman von den Toronto Maple Leafs verpflichtet, mit denen er in den folgenden acht Jahren insgesamt vier Mal den Stanley Cup gewann. Zudem spielte er regelmäßig für deren Farmteams aus der American Hockey League, die Springfield Indians und die Rochester Americans, wobei er mit Rochester drei Mal den Calder Cup gewann. Während der Saison 1968/69 stand der Kanadier zunächst für die Oakland Seals und schließlich die Canadiens de Montréal auf dem Eis. Mit Letzteren gewann er zum sechsten und letzten Mal in seiner Laufbahn den Stanley Cup. In der Folgezeit spielte der Linksschütze für die Philadelphia Flyers, Los Angeles Kings und Buffalo Sabres in der NHL, ehe er 1973 in die konkurrierende World Hockey Association wechselte, wo er zunächst zwei Spielzeiten lang für die Cleveland Crusaders und anschließend ein Jahr lang für die Winnipeg Jets auflief, wobei er in der Saison 1975/76 mit den Jets die Avco World Trophy gewann. Nach diesem Erfolg beendete er seine aktive Laufbahn.
Auch nach seinem Karriereende als Spieler blieb Hillman den Winnipeg Jets treu, nachdem er zuvor ein Jahr lang als General Manager der Calgary Cowboys fungiert hatte. Für die Saison 1977/78 übernahm er diese als Cheftrainer und führte sie erneut zum Gewinn der Avco World Trophy. Im Verlauf der folgenden Spielzeit zog er sich aus dem Eishockey zurück. Während des im Jahr 2000 in Toronto stattfindenden Heroes of Hockey Game nahm der ehemalige Verteidiger für die Toronto Heroes of Hockey teil. Hillman verstarb im Juni 2022 im Alter von 85 Jahren in Sudbury in der kanadischen Provinz Ontario.

## Erfolge und Auszeichnungen
| - 1955 Teilnahme am NHL All-Star Game - 1955 Stanley-Cup-Gewinn mit den Detroit Red Wings - 1960 AHL First All-Star Team - 1960 Eddie Shore Award - 1962 Teilnahme am NHL All-Star Game - 1962 Stanley-Cup-Gewinn mit den Toronto Maple Leafs - 1963 Teilnahme am NHL All-Star Game - 1963 Stanley-Cup-Gewinn mit den Toronto Maple Leafs - 1964 Teilnahme am NHL All-Star Game - 1964 Stanley-Cup-Gewinn mit den Toronto Maple Leafs | - 1965 Calder-Cup-Gewinn mit den Rochester Americans - 1965 AHL First All-Star Team - 1966 Calder-Cup-Gewinn mit den Rochester Americans - 1967 Stanley-Cup-Gewinn mit den Toronto Maple Leafs - 1968 Teilnahme am NHL All-Star Game - 1968 Calder-Cup-Gewinn mit den Rochester Americans - 1969 Stanley-Cup-Gewinn mit den Montréal Canadiens - 1976 Avco-World-Trophy-Gewinn mit den Winnipeg Jets - 1978 Avco-World-Trophy-Gewinn mit den Winnipeg Jets (als Cheftrainer) - 2000 Teilnahme am Heroes of Hockey Game |

## Karrierestatistik
(Legende zur Spielerstatistik: Sp oder GP = absolvierte Spiele; T oder G = erzielte Tore; V oder A = erzielte Assists; Pkt oder Pts = erzielte Scorerpunkte; SM oder PIM = erhaltene Strafminuten; +/− = Plus/Minus-Bilanz; PP = erzielte Überzahltore; SH = erzielte Unterzahltore; GW = erzielte Siegtore; 1 Play-downs/Relegation; Kursiv: Statistik nicht vollständig)

### WHA-Trainerstatistik
(Legende zur Trainerstatistik: Sp oder GC = Spiele insgesamt; W oder S = erzielte Siege; L oder N = erzielte Niederlagen; T oder U = erzielte Unentschieden; OTL oder OTN = erzielte Niederlagen nach Overtime oder Shootout; Pts oder Pkt = erzielte Punkte; Pts% oder Pkt% = Punktquote; Win% = Siegquote; Resultat = erreichte Runde in den Play-offs)

## Familie
Sein älterer Bruder Floyd und sein jüngerer Bruder Wayne sind ebenfalls ehemalige NHL-Spieler. Auch Hillmans Neffe Brian Savage spielte lange Zeit in der NHL.